# Bentó

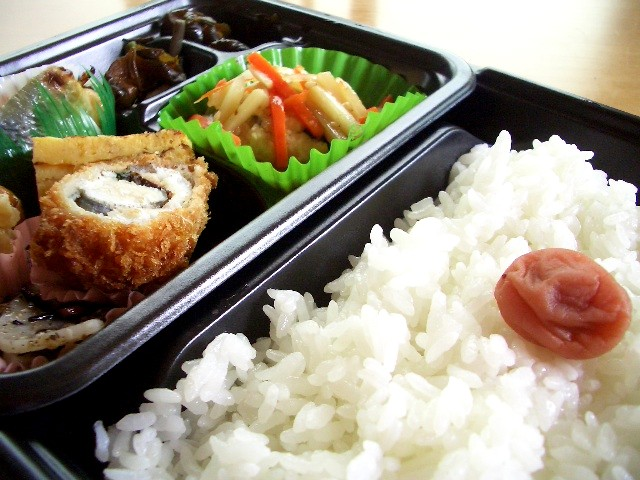
Makunócsi bentó

A bentó (japánul: 弁当, お弁当, átírással: bentō, obentō) egy hagyományos japán egytálétel, amelyet bentó dobozból (japánul: 弁当箱, べんとうばこ) szoktak enni. Leggyakrabban otthon készítik el és viszik az iskolába, a munkahelyre, de Japánban többféle boltban is kapható. A bentót szokták nevezni még obentónak is, amelyben az "o" egy tiszteleti jelző, amely kiemeli fontosságát a japán kultúrában és a mindennapi életben. A hagyományos japán bentó rizst, halat vagy húst, zöldségeket és savanyúságot tartalmaz.

## Leírás
A bentó a japánoknak olyan lehet, mint az európaiaknak a szendvics, de sokkal táplálóbb, mint a gyorséttermi ételek. A boltokban árult bentók mellett az otthon készített a legnépszerűbb. Minden reggel az előző napi maradékot felhasználva készítik el, és az iskolában vagy a munkahelyen eszik meg. A benne talált élelmiszerek igen változatosak: körülbelül 40 százaléka rizs, 30 százaléka valamilyen hús, vagy hal, 20 százaléka friss, vagy savanyított zöldség, esetleg gyümölcs. Fontos az ízek harmóniája, nem használnak erőteljes ízeket. Az étel elrendezését is harmónia jellemzi. Apró, ujjnyi falatokra kell vágni az ételt, hogy kézzel és pálcikával is könnyen fogyasztható legyen.

## Története

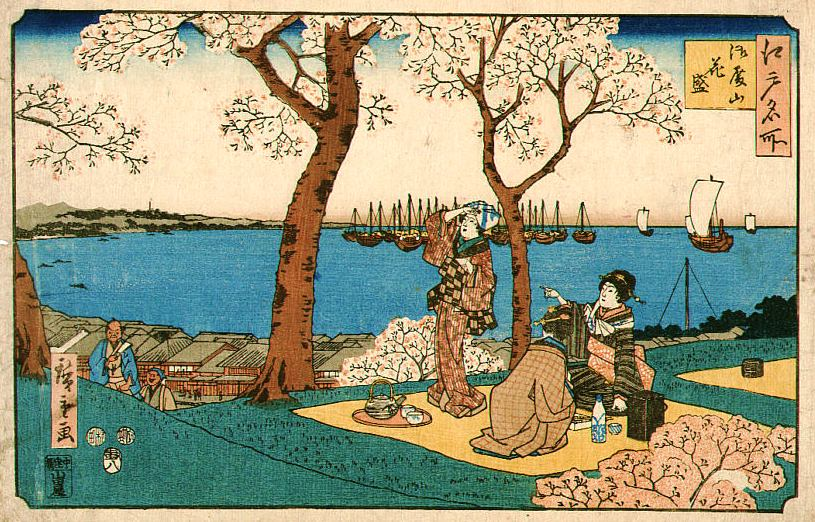
Bentó ábrázolás egy japán fametszeten

A bentó eredetileg a dél-kínai Szung dinasztia egy szleng szavából származik: 便當 (pinyin: biàndāng), jelentése "kényelmes". Amikor megjelent Kínában, kezdetben ateji 便道, 辨道, és 辨當 kanjikkal írták. Egyszerűsített változata 弁当 (bento).
A korai feljegyzések szerint Japánban már az ötödik századtól csomagoltak ebédet maguknak a földeken dolgozó emberek vagy a hosszabb útra indulók. Valószínűleg rizst, rizsgolyókat vittek vízzel összekeverve a poggyászukban. A Nihonsoki (japánul:日本書紀),amely Japán egyik legrégebbi krónikája szerint a solymárok ételzacskókban vitték az ételt, amikor solymászkodtak. Már az Isze Monogatari (japánul:伊勢物語 Ise monogatari) gyűjteményben szereplő egyik illusztrációban utazó embereket ábrázolnak, akik rizst esznek.
A bento először a késői Kamakura (1185-1333) korszakban jelent meg, ekkor a rizst még hosi-iinek nevezték (mind a száraz és a főzött rizst is). A hosi-ii-t megfőzték és kis táskákban, edényekben tárolták, majd ezeket vitték magukkal a parasztok, a vadászok és a szamurájok is. A Hadakozó fejedelemségek korában (Sengoku korszak, 1568–1600) megjelentek a lakkozott fadobozok, amelyek művészi díszítettségűek voltak. A rizs mellett már nyers és savanyított zöldségeket és húst (főleg halat) is felhasználtak. Ebben a korban vált népszerűvé a hanami, azaz a cseresznyefavirág-nézés japán szokása. Az emberek kiültek a fák alá, és bentót fogyasztottak, amíg nézték a lehulló virágokat, valamint a teaszertartások során. A bentó szó a 16. században került használatba. Az ekkor élt Oda Nobunaga (1534-82) daimjóhoz köthető, aki a várában a katonáknak étkeztetésként kis dobozkákban egyszerű rizsételeket adott.
A Sengoku-kort lezáró harcok után az Edo-kor (1600-1867) következett, amely békés és nyugodt volt. A bentókultúra sokkal kifinomultabbá vált. Az utazó és a városokba látogató emberek egyszerű kosibentót (腰弁当, "derék bentó") hoztak magukkal, amelyek különféle onigiriket (rizsgombócokat) tartalmaztak, amelyeket bambuszlevelekbe csavartak vagy bambuszdobozkákba tettek. A legnépszerűbb bentóformát makunócsi bentónak nevezték, az Edo-korban készítették először. A makunócsi alapja szintén a rizs, hallal vagy hússal, savanyúsággal, tojással és umebosival (savanyított szilva) készítették. A makunócsi bentót a színházi szünetekről nevezték el. A Nó színházba és a Kabuki színházba is vittek magukkal vagy ott vették meg azokat. Ezek lakkdobozos bentók voltak, szezámmagos rizsgombocókkal, a nézők rendszerint többen osztoztak egy dobozon. Számos receptkönyvet adtak ki ki az Edó-korban, hogy hogyan kell főzni, csomagolni a bentókat és milyen alkalmakra, mint a Hanami és a Hinamacuri milyen ételeket és hogyan kell csinálni.

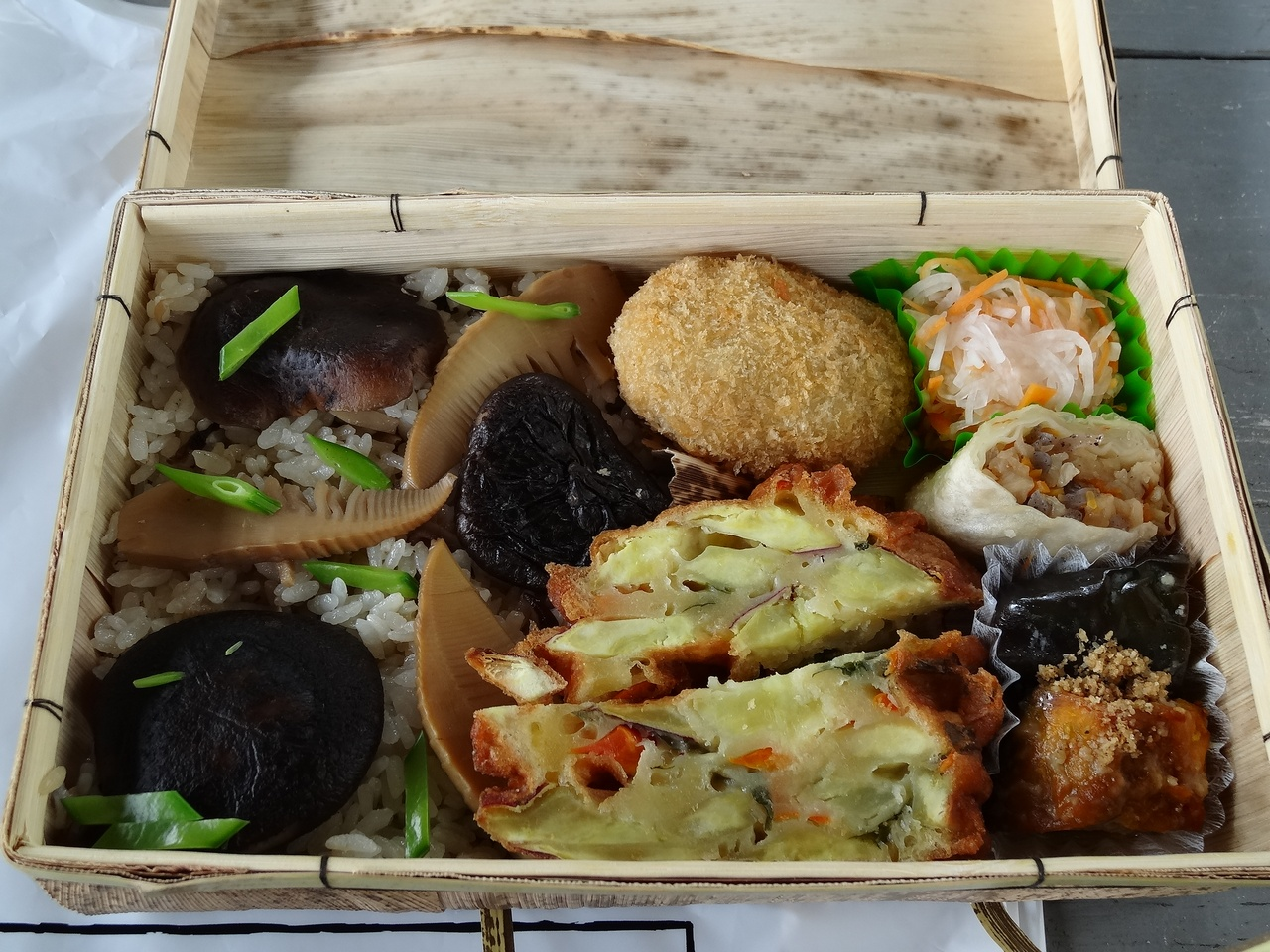
Kareigava ekiben

A Meidzsi-kor (1868-1912) idején a bentókat már az állomásokon kezdték árulni, az itt árult bentókat ekibentónak, vagy ekibennek nevezik. Számos nyilvántartás állítja, hogy az első ekibent 1885. július 16-án az ucunomiyai állomáson adták el, ami két onigirit és bambuszlevélbe csomagolt takuant (savanyított retek) tartalmazott. Ekkor az iskolákban nem volt étkeztetés, mind a tanárok, mind a diákok otthonról hozták az ételt. Európai mintára elkezdtek bentószendvicseket készíteni. Ez hasonlít a szusitekercsekre, ugyanúgy a norira (szárított alga) teszik a rizst és az egyéb hozzávalókat, majd a norilapokkal becsomagolják és félbevágják.
A Taisó-kortól (1912-1926) a bentó hirtelen igazi luxuscikké vált, az új bentódobozok alumíniumból készültek, és sokkal könnyebben lehetett őket tisztítani. Emellett társadalmi kérdéssé vált, hogy az iskolákban eltöröljék-e a bentó készítésének gyakorlatát. A korszakban megnövekedett a jóléti színvonal, külföldre kezdtek exportálni. A jólétet a bentók is tükrözik, előtérbe került a diákok egészségesebb étkeztetése; hogy ne legyenek betegek, a szellemi és a testi fejlődésük miatt gazdagon tálalt ételeket készítettek el. Az I. világháború (1914-18) után Japánnak meg kellett küzdenie a gazdasági problémákkal is, ez főleg a gyerekek étkeztetésén mutatkozott meg. A gazdag szülők gyerekei fényes bentós dobozokban egészséges és finom ételeket tudtak vinni, míg a szegényebb gyerekek egyszerű bentókat kaptak otthonról. Az oktatási minisztérium az iskolások számára tápláló étkeztetést kínált, ami a II. világháború végéig szokásban is maradt. Az ebéd egy csésze tejet, egy cipót, vajat, rizst és levest tartalmazott.
A bentó népszerűsége a nyolcvanas években tért vissza a tévéműsoroknak köszönhetően, ahol egyszerű, könnyű ételeket készítettek. A bentó népszerűsége a nyugati világba is elért, Amerikában nagyon kedvelt volt, elkezdték beemelni a bentódobozokat az amerikai konyhába. A kilencvenes években jött létre a kjaraben (karakter bentó, japánul:  (キャラ弁,キャラべん), amelyek a mai napig nagyon népszerűek. Elkészítési módjaik különféle újságokban szerepelnek, az Instagramon, Pinteresten naponta osztanak meg róluk képeket. Sok honlapon részletesen mutatják be, és különféle mintákat, karaktereket formálnak meg, a legnépszerűbbek a Pikachut, a cicákat és a pandákat ábrázoló bentók.

## Manapság

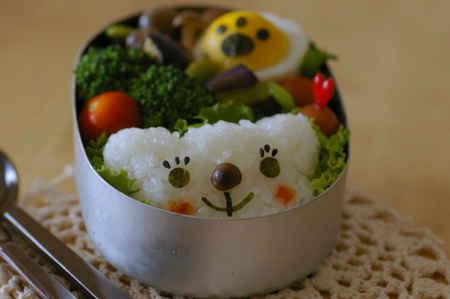
Kjaraben bentó

Nagyon sokféle bentó van, attól függően, hogy milyen hozzávalókat tartalmaz. Az alap hozzávalóktól, az előző napon megmaradt ételtől, a hamburgerhústól, felvágottól, gyümölcstől kezdve nagyon sok mindent felhasználhatnak. A bento lényege pont ebben van, hogy minél változatosabb legyen az étkezés.
Hiába vehető meg nagyon sok helyen (szupermarket, vasútállomás, bentoja, vegyesbolt), sokan mégis az otthon készült bentókat részesítik előnyben. A tradicionális japán családban, ahol az apa dolgozik és az anya otthon van, a feleség minden reggel bentót készít férjének és a gyerekeknek. A gyerekek otthonról viszik az ebédet, mivel általában nincs menza. Az ebédeket minél vidámabbra, kawaiira (aranyos, cuki japánul) készítik el otthon, az iskolában a gyerekek ezen szoktak versenyezni, hogy kinek a legszebb az ebédje. Ezeket a kawaii bentokat kjarabennek  (キャラ弁,キャラべん) nevezik. Kjaraben, azaz karakter-bento (az angol "character" és a japán "bentó" szóból). Tipikusan népszerű anime, manga vagy videójáték karakterekből, aranyos állatokból állnak. A másik típusú bentódíszítés az oekakiben vagy képbentó. Ennek lényege, hogy a bentókat úgy készítsék el, mintha egy kép lenne. Főleg állatokat, épületeket, szobrokat, növényeket és egyéb kis apróságokat szoktak ábrázolni. A díszítés mellett aranyos műanyag figurás fogpálcikákat (food picks) is beletesznek, ettől még vidámabb lesz a bentó.

## Bentó dobozok

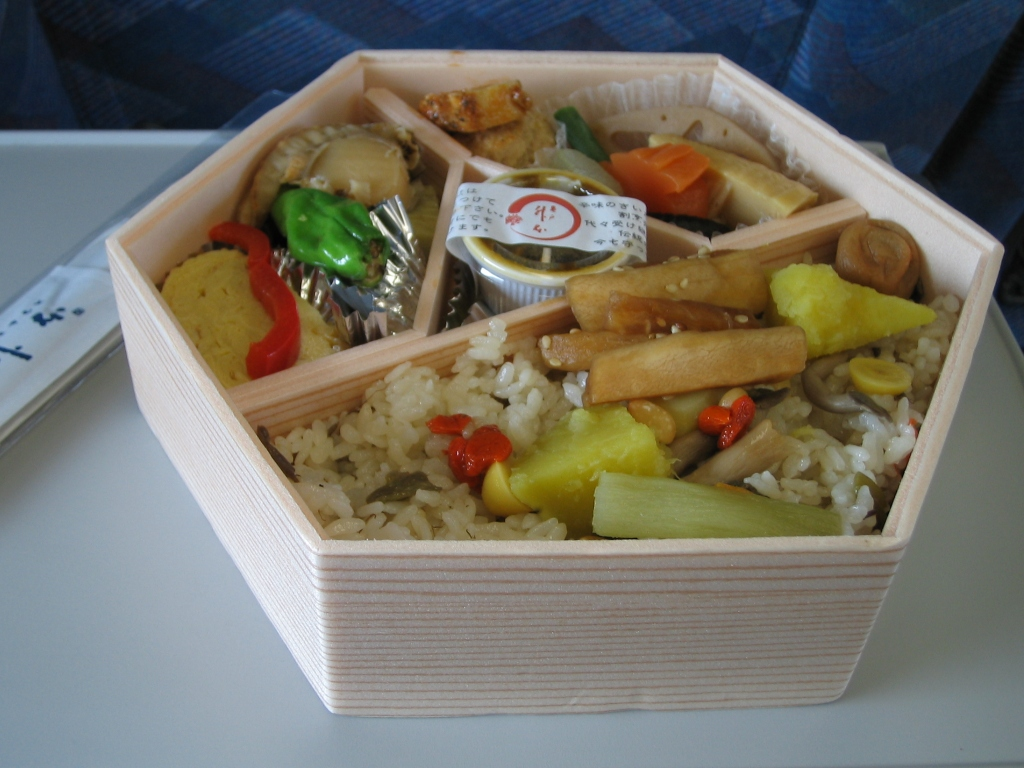
Hatszögletű bentós doboz.

Magát az ételt különféle kis tároló dobozokba teszik, ezekkel együtt nevezzük bentónak (angolul: lunchbox). A dobozok általában egyszerűek, nincsen nagy választék. Szoktak kisebb rekeszeket vagy műanyag muffin formákat is beletenni, ezekbe az apró, vagy ragacsosabb ételeket rakják. Vannak többrészes bentó dobozok is. Ezek olyanok, mintha emeletesek lennének, és összetehetőek a szintjei. Többféle anyagból készíthetik a bentó dobozokat, ezek lehetnek:
- hagyományos lakkdoboz. Fából készülnek, és lakktechnikát alkalmazva készítik őket. Nagyon drágák, főleg éttermekben, nagyszabású rendezvényeken szokták használni. A hétköznapi ember otthonában nem jellemző.
- Az újrahasznosítható, szintetikus anyagokból előállított dobozok (a legtöbb étteremben már ezeket használják).

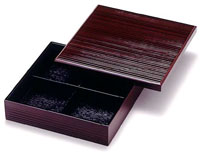
Sókadó bentó doboz

- Műanyag, vagy alumínium dobozok. Ezeket használják a hétköznapokon. A gyerekek az iskolában, a felnőttek a munkahelyükön fogyasztják el az ételt. Korosztálynak megfelelő méretű és stílusú bentós dobozokat árulnak a boltokban.
- Végül, a szupermarketekben, vasútállomásokon és bentó boltokban (弁当屋, べんとうや, magyarul: bentója) árult bentók. Ezek alumínium vagy műanyag tálcákon, átlátszó fedéllel lezárt bentók, hogy a benne lévő étel jól látszódjon.

Két különlegesebb fajta bentó is létezik, melyek doboza nem hagyományos elrendezésű.
- A kerámia-bentó. Ez egy kerámiaedény, egyfajta speciális tároló. Ezt kamamesi bentónak nevezik. A kamamesi bentó főleg Nagano prefektúrában jellemző, vasútállomásokon szokták árulni.
- Sókadó bentó (shōkado bentō). Shókadó templomáról kapta a nevét. A dobozok belseje négy egyenlő részre van osztva, mint egy kereszt.

## Furosiki

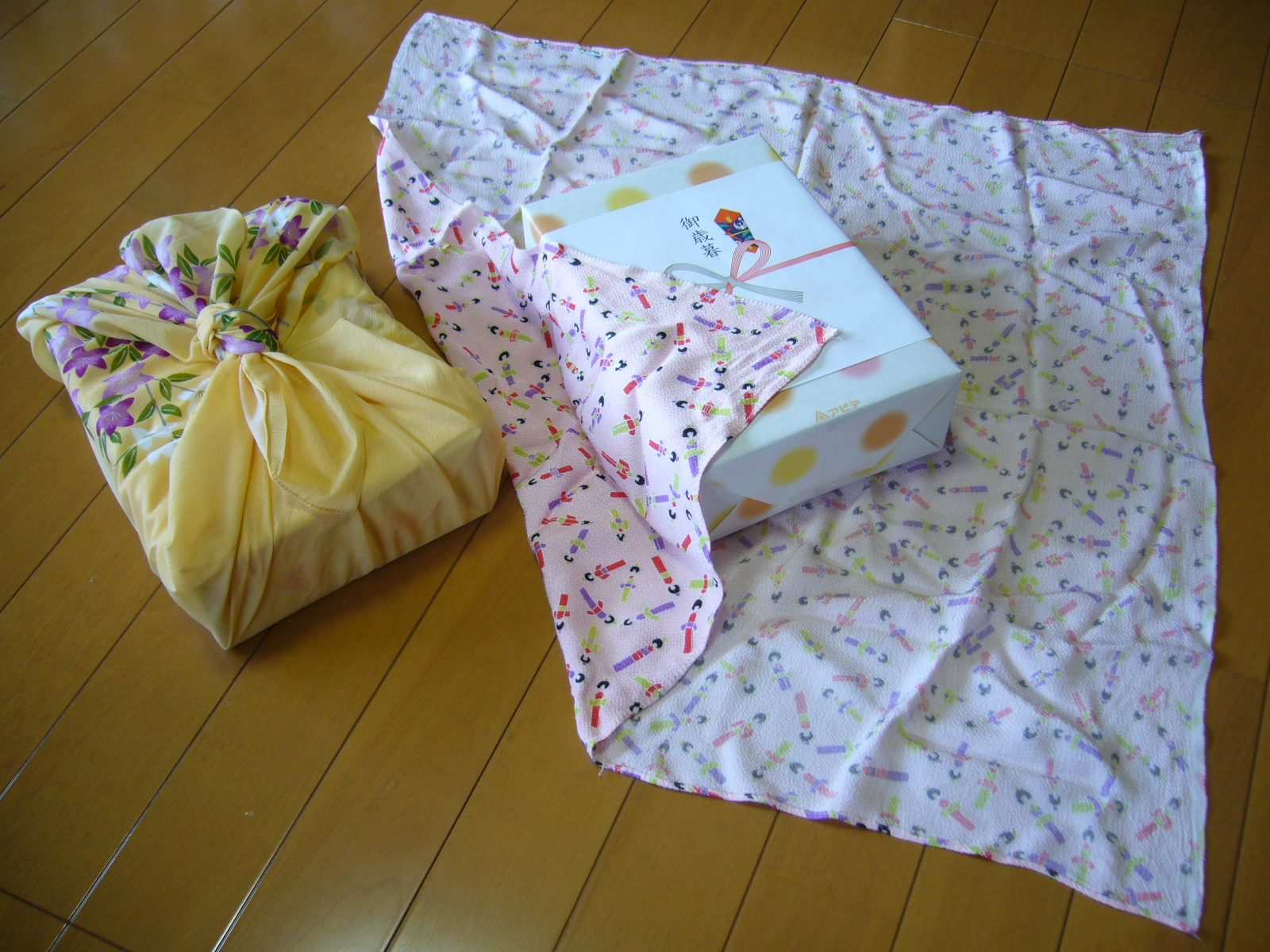
Furosikibe csomagolt ajándék

Furosiki (japánul: 風呂敷,ふろしき) egy tipikus japán "csomagolóruha", ebbe szokták becsomagolni a bentókat, ajándékokat és egyéb dolgokat is. A furoshiki-t az Edo-korban kezdték el használni, ebbe csomagolták a dolgaikat, ruháikat, amíg a sentókban (japánul: 銭湯,せんとう) tartózkodtak. Így nem keverték össze a holmikat. Furosikibe manapság főleg a bentókat szokták csomagolni, szinte elengedhetetlen a bentó kultúrában. Az anyag maga négyzet alaprajzú szövet, különféle mintákkal, ami lehet virágos, kockás, egyszerű vagy összetett. Az anyagra átlósan helyezik a dobozt. Két ellentétes sarkát behajtják, majd a másik kettőt fölötte megkötik.

## Más országokban

### Dél-Korea
Csakúgy, mint Japánban, Dél-Koreában is készítenek bentót, amelyet Dosiraknak (도시락) neveznek. Ugyanúgy tartalmaz rizst, de leginkább rizsgolyókat csinálnak, amiket meg is sütnek (Jumeokbap: 주먹밥), illetve zöldségeket és húst készítenek mellé.

### Tajvan és Kína

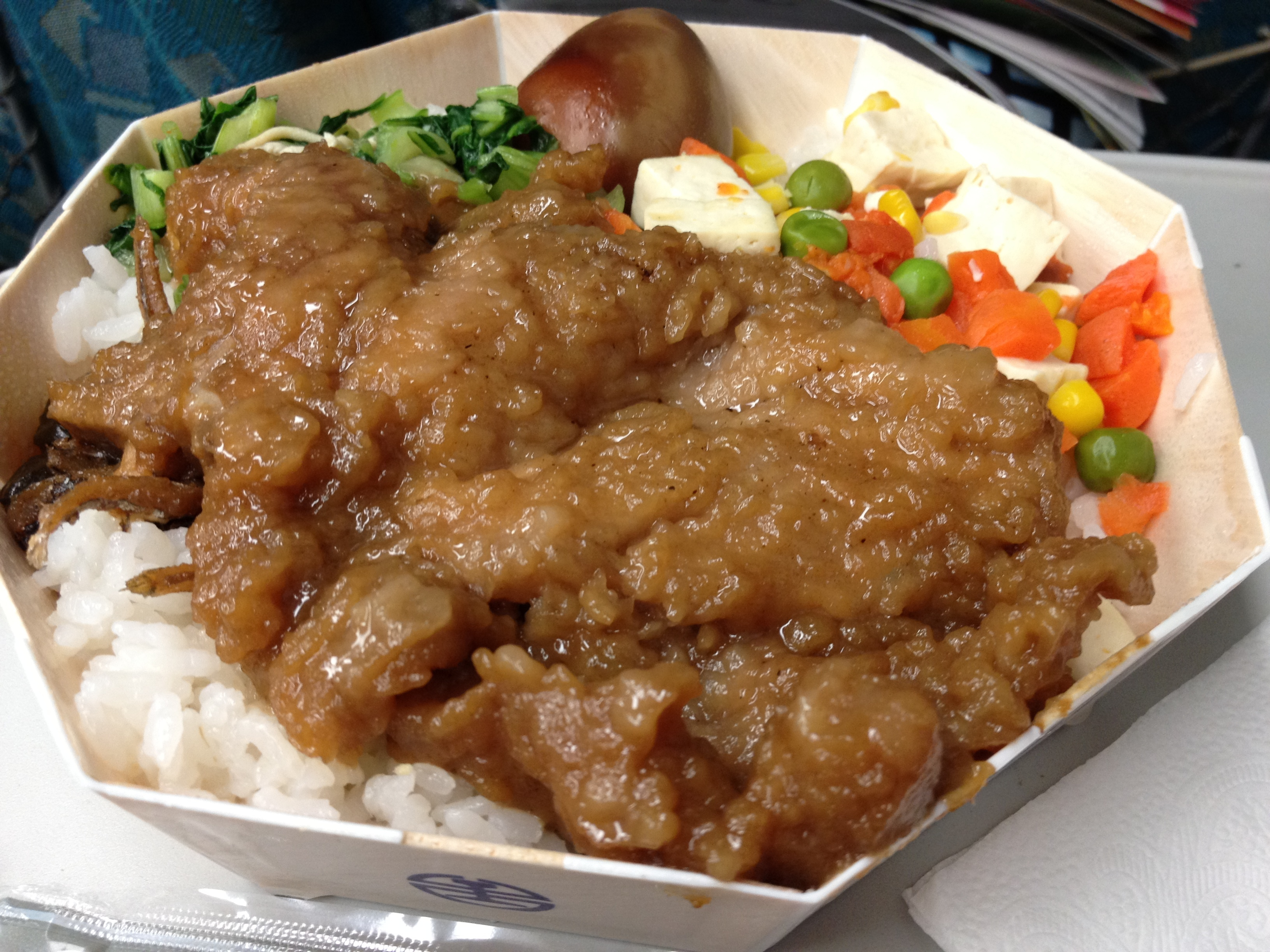
Tajvan vasútállomásain árult bentó.

Tajvanon a XIX. század első felétől igen népszerű lett a japán bentó. A japán eredetű nevet saját nyelvükre igazították, Tajvanon bendong (piān-tong) és mandarinul  biàndāng (便當). Tajvanon a bentó a japán uralom alatti (1895-1945) japán hatásra vált igen közkedveltté. A mai napig elsősorban az állomásokon lehet kapni. A bentó a rizs mellett sült disznószeletet, zöldséget, tofut, párolt tojást (amit egy edényben vízgőz fölött készítenek) és fehér retket tartalmaz. A 2015-ben rendezett Tajvani Vasúti Napokon (Railroad Bento Festival) célja volt, hogy nemcsak a  bentó kultúrát ismertethesse meg jobban az emberekkel, hanem összekapcsolja a vonatozással is, ezzel kifejezve, hogy mennyire a kultúrájuk részévé vált.

## Fordítás
- Ez a szócikk részben vagy egészben  a   Bento című angol Wikipédia-szócikk ezen változatának fordításán alapul.  Az eredeti cikk szerkesztőit annak laptörténete sorolja fel. Ez a jelzés csupán a megfogalmazás eredetét és a szerzői jogokat jelzi, nem szolgál a cikkben szereplő információk forrásmegjelöléseként.
- Ez a szócikk részben vagy egészben  a   Bentō című francia Wikipédia-szócikk ezen változatának fordításán alapul.  Az eredeti cikk szerkesztőit annak laptörténete sorolja fel. Ez a jelzés csupán a megfogalmazás eredetét és a szerzői jogokat jelzi, nem szolgál a cikkben szereplő információk forrásmegjelöléseként.